# Hartman (Arkansas)
Hartman é uma cidade localizada no estado americano de Arkansas, no Condado de Johnson.

## Demografia
Segundo o censo americano de 2000, a sua população era de 596 habitantes.
Em 2006, foi estimada uma população de 631, um aumento de 35 (5.9%).

## Geografia
De acordo com o United States Census Bureau, a localidade tem uma área de 3,7 km², sem área coberta por água. Hartman localiza-se a aproximadamente 118 m acima do nível do mar.

## Localidades na vizinhança
O diagrama seguinte representa as localidades num raio de 16 km ao redor de Hartman.